# René Barbier (compositeur)
Pour les articles homonymes, voir René Barbier et Barbier.
René Barbier (né le 12 juillet 1890 à Namur, décédé le 24 décembre 1981 à Bruxelles) est un compositeur belge.

## Biographie
René  Auguste Ernest Barbier, né le 12 juillet 1890 à Namur, a reçu sa première formation artistique de son oncle, l'artiste peintre et violoncelliste Théo Tonglet.
Il étudie au Conservatoire de Bruxelles avec Paul Gilson et au Conservatoire de Liège avec Sylvain Dupuis.
Il a enseigné au Conservatoire de Liège de 1920 à 1949 et au Conservatoire de Bruxelles de 1949 à 1955. Il était également directeur du Conservatoire de Namur de 1923 à 1963. Il a reçu le second prix du Prix de Rome belge en 1919 avec la cantate Thijl Ulenspiegel puis le premier prix en 1920 pour la cantate Légende de la sœur Béatrice.
Il a reçu le Prix de l'Académie royale de Belgique pour son poème symphonique Les Génies du sommeil (1923).

## Œuvres

### Œuvres pour la scène
- Yvette, opéra (1910)
- La fête du vieux tilleul opéra (1912)
- La Sultane de Paris, opérette
- Les Pierres magiques, ballet (1957)

### Oratorios
- La Tour de Babel, (1932)
- Le Chemin de la Croix, (1952)
- Lamentations de la neuvième heure (1961)

### Messes
- 1919 Missa, opus 20 pour 3 voix égales et orgue
- 1934 Missa, opus 45 pour 2 voix et orgue
- 1935 Messe basse opus 49 pour orgue ou harmonium

### Musique orchestrale
- 1914 Nox opus 7 pour mezzo-soprano et orchestre
- 1916 Poème op. 14 pour violoncelle et orchestre
- 1916 Variations expressives opus 14
- 1918 Pièce symphonique opus 17 pour trompette et orchestre
- 1919 Thyl Ulenspiegel banni opus 22 pour chœur mixte et orchestre
- 1920 La tempête opus 25 pour ténor et orchestre
- 1920 La légende de Béatrice opus 27 pour soli, chœur et orchestre
- 1922 Concerto n°1 pour piano et orchestre opus 28
- 1923 Les génies du sommeil opus 29 pour grand orchestre
- 1933 La Tour de Babel opus 39 pour récitant, soli, chœur d'enfants, chœur mixte, orchestre et orgue
- 1933 Cinq madrigaux opus 41 pour baryton et orchestre
- 1933 La mort de Prométhée opus 42 pour récitant, 2 sopranos, 2 altos, 2 ténors, 2 basses et orchestre
- 1933 Concerto n°2 pour piano et orchestre opus 43
- 1935 Les éléments opus 64
- 1938 Concerto pour violoncelle et orchestre opus 54
- 1940 Poco adagio e allegro brillante opus 66 pour clarinette et petit orchestre
- 1940 La voix humaine opus 67 pour récitant et petit orchestre
- 1941 Diptyque opus 68
- 1947 La musique de perdition opus 75
- 1952 Le chemin de la croix opus 85 pour récitant et orchestre
- 1956 Trois esquisses symphoniques opus 91
- 1957 Les pierres magiques opus 94
- 1961 Rouwklacht van het 9de uur - Lamentation de la 9e heure opus 100 pour récitant, soli, chœur et orchestre
- 1962 Trois mouvements symphoniques opus 104 pour orchestre à cordes
- 1963 Tableau symphonique opus 105
- 1964 Concerto pour cor en fa et orchestre opus 106
- 1967 Introduction et allegro symphonique opus 112 pour grand orchestre
- 1967 Concerto pour orgue, cordes et timbales opus 113
- Ô tilleul des aïeux pour chœur mixte et orchestre

### Œuvres pour orchestre de cuivres
- 1936 Les carions d'el'Wallonie opus 47 pour bariton et orchestre de cuivres
- 1941 Fête carillonnée opus 68 Nr. 2
- 1946 Introduction et fantaisie rapsodique sur deux airs wallons opus 71
- 1947 Marche de l'empereur opus 72 pour fanfare
- 1947 Marche de l'ommegang 1947 opus 72
- 1947 Ommegang de Bruxelles opus 72 pour fanfare
- 1947 Jeu de la Rose opus 73
- 1948 Hymne olympique opus 84 pour chœur mixte et orchestre de cuivres
- 1955 Pegase opus 87
- 1955 Calliope opus 89 pour orchestre de cuivres
- 1956 Introduction opus 90 pour fanfare
- 1956 Marche mosane opus 92
- 1957 Adagio opus 82 pour fanfare
- 1959 Pièce concertante opus 95 pour saxophone alto et orchestre de cuivres
- 1962 Te Deum laudamus opus 102 pour chœur mixte, fanfare et orgue
- 1969 Ouverture concertante opus 114 pour orchestre de cuivres
- 1971 Evocation sonore de l'Ardenne opus 115

### Musique de chambre
- Sonate pour violon et piano (1914)
- Quintette avec piano (1915)
- Sonate pour alto et piano (1916)
- Trio avec piano (1919)
- Quatuor à cordes (1939)

### Piano
- 1918 Triptyque opus 16